# لیندشتورم ۵۲۸۱
سیارک ۵۲۸۱ (به انگلیسی: 5281 Lindstrom، نامگذاری:1988SO1) پنج هزار و دویست و هشتاد و یکمین سیارک کشف شده‌است که در ۶ سپتامبر ۱۹۸۸ کشف شد.
قدر مطلق سیارک برابر ۱۱٫۴۰ است.